# Ігл-Нест (Нью-Мексико)
Ігл-Нест (англ. Eagle Nest) — селище (англ. village) в США, в окрузі Колфакс штату Нью-Мексико. Населення — 315 осіб (2020).

## Географія
Ігл-Нест розташований за координатами 36°32′49″ пн. ш. 105°15′38″ зх. д. / 36.54694° пн. ш. 105.26056° зх. д. (36.546893, -105.260658).  За даними Бюро перепису населення США в 2010 році селище мало площу 13,13 км², з яких 10,93 км² — суходіл та 2,20 км² — водойми.

### Клімат
| Клімат : Ігл-Нест                            | Клімат : Ігл-Нест | Клімат : Ігл-Нест | Клімат : Ігл-Нест | Клімат : Ігл-Нест | Клімат : Ігл-Нест | Клімат : Ігл-Нест | Клімат : Ігл-Нест | Клімат : Ігл-Нест | Клімат : Ігл-Нест | Клімат : Ігл-Нест | Клімат : Ігл-Нест | Клімат : Ігл-Нест | Клімат : Ігл-Нест |
| Показник                                     | Січ.              | Лют.              | Бер.              | Квіт.             | Трав.             | Черв.             | Лип.              | Серп.             | Вер.              | Жовт.             | Лист.             | Груд.             | Рік               |
| Абсолютний максимум, °C                      | 16,7              | 18,9              | 23,3              | 24,4              | 30,0              | 33,3              | 32,8              | 31,7              | 31,7              | 27,2              | 26,1              | 20,0              | 33,3              |
| Середній максимум, °C                        | 3,4               | 5,1               | 8,6               | 13,0              | 18,5              | 23,8              | 25,7              | 24,4              | 21,4              | 15,8              | 9,2               | 3,9               | 14,4              |
| Середня температура, °C                      | −6,7              | −4,6              | −0,4              | 3,9               | 8,9               | 13,2              | 15,7              | 15,0              | 11,2              | 5,5               | −0,3              | −5,6              | 4,7               |
| Середній мінімум, °C                         | −16,8             | −14,3             | −9,4              | −5,1              | −0,7              | 2,6               | 5,8               | 5,6               | 0,9               | −4,8              | −9,8              | −15,1             | −5,1              |
| Абсолютний мінімум, °C                       | −43,9             | −42,2             | −40,6             | −37,8             | −18,9             | −10               | −7,2              | −3,9              | −12,2             | −21,7             | −38,9             | −42,2             | −43,9             |
| Норма опадів, мм                             | 17                | 18                | 26                | 27                | 34                | 30                | 68                | 71                | 35                | 25                | 19                | 20                | 390               |
| Днів з опадами                               | 5                 | 5                 | 7                 | 6                 | 7                 | 7                 | 13                | 14                | 7                 | 5                 | 4                 | 5                 | 85,0              |
| -------------------------------------------- | ----------------- | ----------------- | ----------------- | ----------------- | ----------------- | ----------------- | ----------------- | ----------------- | ----------------- | ----------------- | ----------------- | ----------------- | ----------------- |
| Джерело: The Western Regional Climate Center |                   |                   |                   |                   |                   |                   |                   |                   |                   |                   |                   |                   |                   |

## Демографія
Згідно з переписом 2010 року, у селищі мешкало 290 осіб у 132 домогосподарствах у складі 73 родин. Густота населення становила 22 особи/км².  Було 346 помешкань (26/км²).
Расовий склад населення:
| - 89,3 % — білих - 1,0 % — азіатів - 0,7 % — корінних американців - 7,6 % — осіб інших рас |

До двох чи більше рас належало 1,4 %. Частка іспаномовних становила 20,7 % від усіх жителів.
За віковим діапазоном населення розподілялося таким чином: 18,6 % — особи молодші 18 років, 63,1 % — особи у віці 18—64 років, 18,3 % — особи у віці 65 років та старші. Медіана віку мешканця становила 51,1 року. На 100 осіб жіночої статі у селищі припадало 108,6 чоловіків;  на 100 жінок у віці від 18 років та старших — 105,2 чоловіків також старших 18 років.
Середній дохід на одне домашнє господарство  становив 44 148 доларів США (медіана — 32 656), а середній дохід на одну сім'ю — 48 152 долари (медіана — 33 594). За межею бідності перебувало 13,3 % осіб, у тому числі 34,2 % дітей у віці до 18 років та 0,0 % осіб у віці 65 років та старших.
Цивільне працевлаштоване населення становило 97 осіб. Основні галузі зайнятості: мистецтво, розваги та відпочинок — 26,8 %, освіта, охорона здоров'я та соціальна допомога — 20,6 %, будівництво — 20,6 %.